# 徽派建筑
徽派建筑是中国汉族传统建筑中的一支流派，是徽文化最重要的组成部分之一，特点是“白墙黑瓦”。徽派建筑主要流行于皖南徽州六县〔歙县，黟县，绩溪，婺源，祁门，休宁〕及毗邻泛徽州地区（如江西浮梁、德兴，安徽旌德等地）。徽商曾经涉足的大中城市如宁波、金华、兰溪、严州、扬州等地亦有徽派建筑遗存。此外，徽州民居更漂洋过海到了海外，例如美国的中国文化学者Nancy Berliner把徽州黄村的荫馀堂搬到了美国波士顿， 又如成龙捐赠给新加坡的徽派木质建筑。

## 建筑特色
徽派建筑以民居、祠堂、牌坊最为著名，被誉为徽州古建三绝。民居方面，馬頭牆是徽州建筑最重要的标志之一，而徽州三雕（砖雕、石雕、木雕）是最普遍的装饰物，有些雕刻作品如今也是相当珍贵的文物，极具历史和艺术价值。
徽派建筑的智慧不仅体现在布局、风水、艺术，甚至涉及气象学。 
著名的徽派建筑代表有棠樾牌坊群，许国石坊，西递，宏村，南屏，呈坎，唐模，屯溪老街等。其中，西递、宏村于2000年被列为世界文化遗产，是首个民居类的世界遗产。
如今，中国许多其他地方都兴仿徽派建筑，通过外加马头墙形成徽派建筑的观感，如安徽省内其他地区新农村建设等。但此类建筑内部砖木结构同徽州民宅相差甚大，亦不具有“终生平静”（钟、瓶、镜）等常见徽州民居室内陈设，只能视作古建筑仿制品。